# Holland Shipyards Group
Holland Shipyards Group is een familiebedrijf met scheepswerven in Hardinxveld-Giessendam, Werkendam, en Vlissingen. Naast het repareren en bouwen van schepen bouwt en verhuurt het bedrijf ook stapelbare accommodatiemodules voor gebruik aan boord van zeeschepen. Het bedrijf bouwt schepen met zowel klassieke aandrijving met dieselmotoren, hybride of elektrische aandrijving, als met brandstofcel-voortstuwing op waterstof. 

## Geschiedenis
In 1981 werd begonnen als Scheepsreparatiebedrijf Instalho en repareerde het bedrijf droge lading schepen in de binnenvaart. In 1987 startte het aanleggen van een werf in Werkendam. Het bouwen van (binnenvaart)vrachtschepen en baggerschepen begon in 1995 en vanaf 2005 werden ook zeeschepen gebouwd. De gelegenheid om verder uit te breiden werd geboden in 2007, door het faillissement van Shipyard K. Damen, ook in Hardinxveld-Giessendam. Zo kwam er 250 meter kade bij. De werf werd overgenomen en maakte samen met de andere bedrijven een doorstart onder de nieuwe naam Holland Shipyards Group. In 2016 werd Teus Vlot Dredging in Werkendam overgenomen, dat verder ging onder de naam TV Dredging. Hier worden baggerwerktuigen, drijvend materieel en onderdelen daarvan ontworpen en is het kantoor voor het aannemen en uitvoeren van haven-, bagger- en grondwerken en andere werken op waterbouwkundig gebied. Ten slotte werd in 2019 VDS Staalbouw in Vlissingen-Oost overgenomen, dat in 2018 failliet was gegaan. Deze werf richt zich op de offshore-industrie en op de staalconstructie.